# Urera thonneri
Urera thonneri là loài thực vật có hoa trong họ Tầm ma. Loài này được De Wild. & T.Durand miêu tả khoa học đầu tiên năm 1899.